# Далай-лама X
Цултрім Г'яцо (тиб. ཚུལ་ཁྲིམས་རྒྱ་མཚོ་་་, вайлі: tshul khrim rgya mtsho; 29 березня 1816 — 30 вересня 1837) — 10-й Далай-лама, тибетський релігійний і політичний діяч.

## Життєпис
Народився в скромній сім'ї в Чамдо (Східний Тибет). У 1820 визнаний реінкарнацією Лунгтог Г'яцо, 9-го Далай-лами. В той момент в його родині ще не було іншого спадкоємця, щоб успадкувати господарство  .
Після того, як Лунгтог Г'яцо помер в 1815, пройшло вісім років, перш ніж новий Далай-лама був обраний. У цей період політичні події були настільки похмурими, що зрештою Палден Тенпай Н'їма, сьомий Панчен-лама, втрутився в процес вибору, і була використана, як один з етапів вибору нового Далай-лами, золота чаша (або "золота урна"), за допомогою якої в перший раз були обрані імена кандидатів.
У 1822 зайняв Золотий Трон, і незабаром після інтронізації він прийняв обітницю послушника (попереднє висвячення) від Палден Тенпай Н'їма, який дав йому ім'я Цултрім Г'яцо . Він же в 1831 році керував прийняттям Цултрімом Г'яцо обітниць повної посвяти (Бгікшу). Далай-ламі Х було тоді 19 років .
У 1826 переїхав до монастиря Дрепунг, де освоїв сутри і тантри. Протягом усього життя він широко і ґрунтовно вивчав тибетські буддійські тексти.
У 1831 відновив палац Потала .
Він приступив до перебудови економічної структури Тибету, але не дожив до того часу, коли міг би побачити здійснення своїх планів .
У Цултріма Г'яцо завжди було слабке здоров'я, він помер в 1837.